# کوتوفسک، روسیه
شهر کوتوفسک، روسیه (به روسی: Котовск) در کشور روسیه و در اوبلاست تامبوف واقع شده‌است.